# Come Around Sundown
Come Around Sundown – piąty studyjny album amerykańskiego zespołu rockowego Kings of Leon.
Zespół nagrywał płytę w nowojorskim studiu Avatar z Angelo Petraglią i Jacquire’em Kingiem, producentami znanymi ze współpracy nad wcześniejszymi albumami grupy. Płytę promował singel Radioactive, którego premiera miała miejsce 8 września 2010 na oficjalnej stronie Kings of Leon, natomiast jego radiowa premiera nastąpiła 13 września 2010.
W Polsce album osiągnął status platynowej płyty.

## Lista utworów
1. "The End" - 4:24
2. "Radioactive" - 3:26
3. "Pyro" - 4:10
4. "Mary" - 3:25
5. "The Face" - 3:28
6. "The Immortals" - 3:28
7. "Back Down South" - 4:01
8. "Beach Side" - 2:50
9. "No Money" - 3:05
10. "Pony Up" - 3:04
11. "Birthday" - 3:15
12. "Mi Amigo" - 4:06
13. "Pickup Truck" - 4:44